# Керпіненій
Керпіненій (рум. Cărpinenii) — село у повіті Ковасна в Румунії. Входить до складу комуни Естелнік.
Село розташоване на відстані 192 км на північ від Бухареста, 46 км на північний схід від Сфинту-Георге, 73 км на північний схід від Брашова.